# Jonas Matheus
Jonas Matheus (* 29. April 1986 in Windhoek, Südwestafrika) ist ein namibischer Boxer.
Er war vom 22. Juli 2018, nach einem Punktesieg gegen den Südafrikaner Makazole Tete, bis 2019 Weltmeister nach Richtlinien der International Boxing Organisation.
Matheus erreichte das Viertelfinale der Afrikanischen Olympiaqualifikation in Marokko, welches er gegen Aboubakr Seddik Lbida verlor. Bei den Olympischen Spielen 2012 in London unterlag er im ersten Kampf gegen Vittorio Parrinello (7:18). 2013 gewann er das UNWTO-Turnier in Sambia. Bei den Afrikanischen Meisterschaften (Zone 4) 2013 und 2014 erreichte er jeweils einen dritten Platz.